# Hendes amerikanske Ægtefælle
Hendes amerikanske Ægtefælle er en amerikansk stumfilm fra 1918 af E. Mason Hopper.

## Medvirkende
- Teddy Sampson som Cherry Blossom
- Darrell Foss som Herbert Franklyn
- Leota Lorraine som Miriam Faversham
- Kisaburô Kurihara som Tokimasa
- Misao Seki som Yoshisada